# Litoria freycineti
Litoria freycineti – gatunek płaza bezogonowego z podrodziny Pelodryadinae w rodzinie rzekotkowatych (Hylidae).

## Zasięg występowania
Płaz ten występuje na wschodnim wybrzeżu Australii i obszarach przyległych – od Hervey Bay w południowo-wschodniej części stanu Queensland po Zatokę Jervis w południowo-wschodniej części stanu Nowa Południowa Walia, także na kilku wyspach w południowo-wschodnim Queenslandzie – Wielkiej Wyspie Piaszczystej, Moreton, North Stradbroke i Bribie.

## Status
W Czerwonej księdze gatunków zagrożonych IUCN płaz ten od 2023 roku klasyfikowany jest jako gatunek najmniejszej troski (LC, ang. Least Concern); wcześniej, od 2002 roku uznawano go za gatunek narażony na wyginięcie (VU, ang. Vulnerable).
Nie jest to gatunek pospolity, a jego liczebność spada głównie ze względu na utratę i degradację siedlisk.